# Willem II in het seizoen 1999/00
Het seizoen 1999-2000 van Willem II was het 45ste seizoen van de Nederlandse betaaldvoetbalclub uit Tilburg sinds de invoering van het betaald voetbal in 1954. De club speelde net als het voorgaande seizoen, toen het op de tweede plaats was geëindigd, in de Eredivisie.

## Selectie
Willem II speelde dit seizoen alleen in de UEFA Champions League met vaste rugnummers. Spelers die in de winterstop bij de club kwamen, hadden dus geen rugnummer.
| Nr. | Nat.                  | Naam                    | Geboortedatum | Competitie | Competitie | Europa | Europa | Beker | Beker | Totaal | Totaal | Positie                   | Vorige club                     |
| Nr. | Nat.                  | Naam                    | Geboortedatum | W          |            | W      |        | W     |       | W      |        | Positie                   | Vorige club                     |
| --- | --------------------- | ----------------------- | ------------- | ---------- | ---------- | ------ | ------ | ----- | ----- | ------ | ------ | ------------------------- | ------------------------------- |
| 1   | Vlag van België       | Kris Mampaey            | 2-11-1970     | 9          | 0          | 4      | 0      | 0     | 0     | 13     | 0      | Doelman                   | Lierse SK                       |
| 2   | Vlag van Thailand     | Geoffrey Prommayon      | 25-10-1971    | 26         | 1          | 5      | 0      | 1     | 0     | 32     | 1      | Verdediger                | PSV                             |
| 3   | Vlag van Nederland    | Delano Hill             | 29-4-1975     | 30         | 0          | 6      | 0      | 1     | 0     | 37     | 0      | Verdediger                | RKC Waalwijk                    |
| 4   | Vlag van Nederland    | Marco Gentile           | 24-8-1968     | 20         | 0          | 3      | 0      | 1     | 0     | 24     | 0      | Verdediger                | FC Volendam                     |
| 5   | Vlag van Nederland    | Raymond Victoria        | 10-10-1972    | 32         | 2          | 6      | 0      | 1     | 0     | 39     | 2      | Verdediger / middenvelder | De Graafschap                   |
| 6   | Vlag van Nederland    | Marcel Valk             | 18-4-1967     | 20         | 0          | 5      | 0      | 1     | 0     | 26     | 0      | Middenvelder              | FC Volendam                     |
| 7   | Vlag van Gambia       | Jatto Ceesay            | 16-11-1974    | 25         | 2          | 6      | 0      | 0     | 0     | 31     | 2      | Aanvaller                 | Wallidan Sens                   |
| 8   | Vlag van Nederland    | Arno Arts               | 26-6-1969     | 19         | 5          | 3      | 1      | 1     | 0     | 23     | 6      | Middenvelder              | SC Cambuur                      |
| 9   | Vlag van Argentinië   | Mariano Bombarda        | 10-9-1972     | 17         | 11         | 4      | 1      | 0     | 0     | 21     | 12     | Aanvaller                 | FC Groningen                    |
| 10  | Vlag van Tsjechië     | Tomáš Galásek           | 15-1-1973     | 31         | 3          | 5      | 0      | 1     | 0     | 37     | 3      | Middenvelder              | FC Baník Ostrava                |
| 11  | Vlag van Nederland    | Yassine Abdellaoui      | 21-6-1975     | 15         | 2          | 2      | 1      | 0     | 0     | 17     | 3      | Aanvaller                 | N.E.C.                          |
| 12  | Vlag van Rusland      | Dmitri Sjoekov          | 26-9-1975     | 34         | 5          | 6      | 1      | 1     | 0     | 41     | 6      | Aanvaller                 | Vitesse                         |
| 13  | Vlag van Nederland    | Denny Landzaat          | 6-5-1976      | 25         | 3          | 3      | 0      | 1     | 1     | 29     | 4      | Middenvelder              | MVV                             |
| 14  | Vlag van Marokko      | Adil Ramzi              | 14-7-1977     | 17         | 7          | 1      | 0      | 0     | 0     | 18     | 7      | Aanvaller                 | Udinese                         |
| 15  | Vlag van Nederland    | Mark Schenning          | 18-10-1970    | 12         | 0          | 5      | 1      | 1     | 0     | 18     | 1      | Verdediger                | Go Ahead Eagles                 |
| 16  | Vlag van Nederland    | Jim van Fessem          | 7-8-1975      | 9          | 0          | 3      | 0      | 0     | 0     | 12     | 0      | Doelman                   | Jeugdopl. Willem II             |
| 17  | Vlag van Nederland    | Reinder Hendriks        | 26-4-1973     | 1          | 0          | 0      | 0      | 0     | 0     | 1      | 0      | Verdediger                | De Graafschap                   |
| 18  | Vlag van Nederland    | Dennis Schulp           | 18-1-1978     | 15         | 4          | 1      | 0      | 1     | 1     | 17     | 5      | Aanvaller                 | FC Volendam                     |
| 19  | Vlag van Burkina Faso | Ousmane Sanou           | 11-3-1978     | 21         | 5          | 6      | 2      | 0     | 0     | 27     | 7      | Aanvaller                 | RC Bobo Dioulasso               |
| 20  | Vlag van Nederland    | Erwin Hermes            | 16-12-1969    | 1          | 0          | 1      | 0      | 1     | 0     | 3      | 0      | Aanvaller                 | Rijnsburgse Boys                |
| 21  | Vlag van Nederland    | Jos van Nieuwstadt      | 19-11-1979    | 6          | 0          | 1      | 0      | 0     | 0     | 7      | 0      | Verdediger                | Jeugdopl. Willem II             |
| 22  | Vlag van Nederland    | Joris Mathijsen         | 5-4-1980      | 7          | 0          | 0      | 0      | 0     | 0     | 7      | 0      | Verdediger                | Jeugdopl. Willem II             |
| 23  | Vlag van België       | Guy Veldeman            | 14-12-1978    | 1          | 0          | 0      | 0      | 0     | 0     | 1      | 0      | Verdediger                | Jeugdopl. Willem II             |
| 24  | Vlag van Nederland    | Casper Nelis            | 12-6-1976     | 1          | 0          | 0      | 0      | 0     | 0     | 1      | 0      | Doelman                   | Jeugdopl. Willem II             |
| 25  | Vlag van Nederland    | Kew Jaliens             | 15-9-1978     | 22         | 0          | 5      | 0      | 0     | 0     | 27     | 0      | Verdediger                | Sparta Rotterdam                |
|     | Vlag van België       | Geert de Vlieger        | 16-11-1971    | 16         | 0          | 0      | 0      | 1     | 0     | 17     | 0      | Doelman                   | RSC Anderlecht (per jan. 2000)  |
|     | Vlag van Nederland    | Nuelson Wau             | 17-12-1980    | 1          | 0          | 0      | 0      | 0     | 0     | 1      | 0      | Verdediger                | Jeugdopl. Willem II             |
|     | Vlag van België       | Tom Caluwé              | 11-4-1978     | 14         | 1          | 0      | 0      | 0     | 0     | 14     | 1      | Middenvelder              | KV Mechelen (per jan. 2000)     |
|     | Vlag van Marokko      | Tarik Sektioui          | 13-5-1977     | 8          | 2          | 0      | 0      | 0     | 0     | 8      | 2      | Aanvaller                 | Neuchâtel Xamax (per jan. 2000) |
|     | Vlag van Nederland    | Richard van der Heijden | 14-1-1980     | 7          | 1          | 0      | 0      | 0     | 0     | 7      | 1      | Aanvaller                 | Jeugdopl. Willem II             |

## Wedstrijden

### UEFA Champions League
| 15 september 1999, 20u45                                                                 | Willem II         | 1-3 (0-2) | Spartak Moskou                                                                  | Opstelling Willem II | Opstelling Spartak Moskou |  |
| Stadion: Willem II Stadion, Tilburg Toeschouwers: 14.500 Scheidsrechter: Fernandez Marín | '56 Arno Arts 1-3 |           | 0-1 Andrey Tikhonov '27/pen 0-2 Andrey Tikhonov '37 0-3 Andrey Tikhonov '53/pen | Mampaey, Prommayon, Jaliens, Victoria , Hill, Valk (Sanou/62), Galásek , Arts, Ceesay , Bombarda, Sjoekov (Schenning/90) | Filimonov , Parfenov, Khlestov, Boesjmanov , Kovtoen, Baranov, Bezrodny , Titov (Evseev/71), Tikhonov, Kechinov (Tsimbalar/46), Robson |  |
| Stadion: Willem II Stadion, Tilburg Toeschouwers: 14.500 Scheidsrechter: Fernandez Marín |                   |           |                                                                                 | Mampaey, Prommayon, Jaliens, Victoria , Hill, Valk (Sanou/62), Galásek , Arts, Ceesay , Bombarda, Sjoekov (Schenning/90) | Filimonov , Parfenov, Khlestov, Boesjmanov , Kovtoen, Baranov, Bezrodny , Titov (Evseev/71), Tikhonov, Kechinov (Tsimbalar/46), Robson |  |
| Stadion: Willem II Stadion, Tilburg Toeschouwers: 14.500 Scheidsrechter: Fernandez Marín |                   |           |                                                                                 | Mampaey, Prommayon, Jaliens, Victoria , Hill, Valk (Sanou/62), Galásek , Arts, Ceesay , Bombarda, Sjoekov (Schenning/90) | Filimonov , Parfenov, Khlestov, Boesjmanov , Kovtoen, Baranov, Bezrodny , Titov (Evseev/71), Tikhonov, Kechinov (Tsimbalar/46), Robson |  |
|                                                                                          |                   |           |                                                                                 | | |  |

| 21 september 1999, 20u45                                                                  | Girondins de Bordeaux                                                           | 3-2 (2-1) | Willem II                                        | Opstelling Girondins de Bordeaux                                                                                                | Opstelling Willem II |  |
| Stadion: Stade Chaban-Delmas, Bordeaux Toeschouwers: 14.000 Scheidsrechter: Graham Barber | '17/e.d. Raymond Victoria 1-0 '22 Lilian Laslandes 2-0 '82 Pascal Feindouno 3-2 |           | 2-1 Yassine Abdellaoui '40 2-2 Ousmane Sanou '70 | Ramé, Grenet, Afanou, Saveljić , Bonnissel, Martins (Batlles/63 ), Rouvière, Diabaté, Micoud, Laslandes, Wiltord (Feindouno/73) | Mampaey, Jaliens , Victoria, Hill, Valk, Arts, Galásek, Abdellaoui (Sanou/58), Ceesay , Bombarda (Schenning/74), Sjoekov |  |
| Stadion: Stade Chaban-Delmas, Bordeaux Toeschouwers: 14.000 Scheidsrechter: Graham Barber |                                                                                 |           |                                                  | Ramé, Grenet, Afanou, Saveljić , Bonnissel, Martins (Batlles/63 ), Rouvière, Diabaté, Micoud, Laslandes, Wiltord (Feindouno/73) | Mampaey, Jaliens , Victoria, Hill, Valk, Arts, Galásek, Abdellaoui (Sanou/58), Ceesay , Bombarda (Schenning/74), Sjoekov |  |
| Stadion: Stade Chaban-Delmas, Bordeaux Toeschouwers: 14.000 Scheidsrechter: Graham Barber |                                                                                 |           |                                                  | Ramé, Grenet, Afanou, Saveljić , Bonnissel, Martins (Batlles/63 ), Rouvière, Diabaté, Micoud, Laslandes, Wiltord (Feindouno/73) | Mampaey, Jaliens , Victoria, Hill, Valk, Arts, Galásek, Abdellaoui (Sanou/58), Ceesay , Bombarda (Schenning/74), Sjoekov |  |
|                                                                                           |                                                                                 |           |                                                  | | |  |

| 28 september 1999, 20u45                                                           | Sparta Praag                                                                               | 4-0 (3-0) | Willem II | Opstelling Sparta Praag | Opstelling Willem II |  |
| Stadion: Letná-stadion, Praag Toeschouwers: 10.581 Scheidsrechter: Bernd Heynemann | '26 Jens Nowotny 1-0 '29/pen Milan Prohaska 2-0 '40 Tomáš Rosický 3-0 '58 Jiří Jarošík 4-0 |           |           | Poštulka, Fukal , Nowotny, Gabriel, Horňák, Baranek (Obajdin/82), Hašek, Rosický, Labant, Sionko (Siegl/84), Prohaska (Jarosík/36) | Mampaey , Jaliens , Prommayon, Hill , Gentile (Bombarda/46), Arts, Galásek, Victoria, Ceesay, Abdellaoui (Sanou/81), Sjoekov |  |
| Stadion: Letná-stadion, Praag Toeschouwers: 10.581 Scheidsrechter: Bernd Heynemann |                                                                                            |           |           | Poštulka, Fukal , Nowotny, Gabriel, Horňák, Baranek (Obajdin/82), Hašek, Rosický, Labant, Sionko (Siegl/84), Prohaska (Jarosík/36) | Mampaey , Jaliens , Prommayon, Hill , Gentile (Bombarda/46), Arts, Galásek, Victoria, Ceesay, Abdellaoui (Sanou/81), Sjoekov |  |
| Stadion: Letná-stadion, Praag Toeschouwers: 10.581 Scheidsrechter: Bernd Heynemann |                                                                                            |           |           | Poštulka, Fukal , Nowotny, Gabriel, Horňák, Baranek (Obajdin/82), Hašek, Rosický, Labant, Sionko (Siegl/84), Prohaska (Jarosík/36) | Mampaey , Jaliens , Prommayon, Hill , Gentile (Bombarda/46), Arts, Galásek, Victoria, Ceesay, Abdellaoui (Sanou/81), Sjoekov |  |
|                                                                                    |                                                                                            |           |           | | |  |

| 20 oktober 1999, 20u45                                                               | Willem II                                                            | 3-4 (2-1) | Sparta Praag                                                                                          | Opstelling Willem II | Opstelling Sparta Praag |  |
| Stadion: Willem II Stadion, Tilburg Toeschouwers: 14.000 Scheidsrechter: Oğuz Sarvan | '1 Mariano Bombarda 1-0 '6 Dmitri Sjoekov 2-0 '50 Mark Schenning 3-1 |           | 2-1 Jens Nowotny '17 3-2 Vladímir Labant '53/pen 3-3 Miroslav Baranek '62 3-4 Vladímir Labant '90/pen | Mampaey (Van Fessem/63), Prommayon, Jaliens , Schenning , Hill, Victoria, Galásek , Landzaat, Ceesay, Bombarda (Valk/59), Sjoekov (Sanou/77) | Poštulka, Fukal, Nowotny, Gabriel, Labant , Baranek (Obajdin/86), Hašek, Svoboda, Sionko, Rosický (Siegl/61), Lokvenc (Jarosík/80) |  |
| Stadion: Willem II Stadion, Tilburg Toeschouwers: 14.000 Scheidsrechter: Oğuz Sarvan |                                                                      |           | | Mampaey (Van Fessem/63), Prommayon, Jaliens , Schenning , Hill, Victoria, Galásek , Landzaat, Ceesay, Bombarda (Valk/59), Sjoekov (Sanou/77) | Poštulka, Fukal, Nowotny, Gabriel, Labant , Baranek (Obajdin/86), Hašek, Svoboda, Sionko, Rosický (Siegl/61), Lokvenc (Jarosík/80) |  |
| Stadion: Willem II Stadion, Tilburg Toeschouwers: 14.000 Scheidsrechter: Oğuz Sarvan |                                                                      |           | | Mampaey (Van Fessem/63), Prommayon, Jaliens , Schenning , Hill, Victoria, Galásek , Landzaat, Ceesay, Bombarda (Valk/59), Sjoekov (Sanou/77) | Poštulka, Fukal, Nowotny, Gabriel, Labant , Baranek (Obajdin/86), Hašek, Svoboda, Sionko, Rosický (Siegl/61), Lokvenc (Jarosík/80) |  |
|                                                                                      |                                                                      |           | | | |  |

| 26 oktober 1999, 18u45                                                                            | Spartak Moskou          | 1-1 (1-0) | Willem II             | Opstelling Spartak Moskou | Opstelling Willem II |  |
| Stadion: Olympisch Stadion Loezjniki, Moskou Toeschouwers: 20.000 Scheidsrechter: Lucílio Cardoso | '25 Artyom Bezrodny 1-0 |           | 1-1 Ousmane Sanou '69 | Filimonov , Parfenov, Khlestov, Boesjmanov, Kovtoen , Baranov (Evseev/46), Bezrodny, Titov, Tikhonov, Bulatov (Kechinov/58), Shirko | Van Fessem, Prommayon, Van Nieuwstadt, Gentile , Hill, Landzaat (Valk/84), Schenning, Victoria , Ceesay, Sanou (Schulp/86), Sjoekov (Hermes/76) |  |
| Stadion: Olympisch Stadion Loezjniki, Moskou Toeschouwers: 20.000 Scheidsrechter: Lucílio Cardoso |                         |           |                       | Filimonov , Parfenov, Khlestov, Boesjmanov, Kovtoen , Baranov (Evseev/46), Bezrodny, Titov, Tikhonov, Bulatov (Kechinov/58), Shirko | Van Fessem, Prommayon, Van Nieuwstadt, Gentile , Hill, Landzaat (Valk/84), Schenning, Victoria , Ceesay, Sanou (Schulp/86), Sjoekov (Hermes/76) |  |
| Stadion: Olympisch Stadion Loezjniki, Moskou Toeschouwers: 20.000 Scheidsrechter: Lucílio Cardoso |                         |           |                       | Filimonov , Parfenov, Khlestov, Boesjmanov, Kovtoen , Baranov (Evseev/46), Bezrodny, Titov, Tikhonov, Bulatov (Kechinov/58), Shirko | Van Fessem, Prommayon, Van Nieuwstadt, Gentile , Hill, Landzaat (Valk/84), Schenning, Victoria , Ceesay, Sanou (Schulp/86), Sjoekov (Hermes/76) |  |
|                                                                                                   |                         |           |                       | | |  |

| 20 oktober 1999, 20u45                                                                    | Willem II | 0-0 | Girondins de Bordeaux | Opstelling Willem II | Opstelling Girondins de Bordeaux                                                                                                 |  |
| Stadion: Willem II Stadion, Tilburg Toeschouwers: 13.000 Scheidsrechter: Miroslav Radoman |           |     |                       | Van Fessem, Prommayon, Victoria (Valk/87), Schenning (Hill/90), Gentile, Jaliens, Galásek, Landzaat (Ramzi/76), Ceesay, Sanou, Sjoekov | Richert, Jemmali, Afanou, Alicarte , Bonnissel, Martins (Grenet/83), Rouvière, Diabaté, Micoud , Batlles (Feindouno/68), Wiltord |  |
| Stadion: Willem II Stadion, Tilburg Toeschouwers: 13.000 Scheidsrechter: Miroslav Radoman |           |     |                       | Van Fessem, Prommayon, Victoria (Valk/87), Schenning (Hill/90), Gentile, Jaliens, Galásek, Landzaat (Ramzi/76), Ceesay, Sanou, Sjoekov | Richert, Jemmali, Afanou, Alicarte , Bonnissel, Martins (Grenet/83), Rouvière, Diabaté, Micoud , Batlles (Feindouno/68), Wiltord |  |
| Stadion: Willem II Stadion, Tilburg Toeschouwers: 13.000 Scheidsrechter: Miroslav Radoman |           |     |                       | Van Fessem, Prommayon, Victoria (Valk/87), Schenning (Hill/90), Gentile, Jaliens, Galásek, Landzaat (Ramzi/76), Ceesay, Sanou, Sjoekov | Richert, Jemmali, Afanou, Alicarte , Bonnissel, Martins (Grenet/83), Rouvière, Diabaté, Micoud , Batlles (Feindouno/68), Wiltord |  |
|                                                                                           |           |     |                       | | |  |

| Team                     | Ptn | Wed | W | G | V | DV | DT |
| ------------------------ | --- | --- | - | - | - | -- | -- |
| 1. Sparta Praag          | 12  | 6   | 3 | 3 | 0 | 14 | 6  |
| 2. Girondins de Bordeaux | 12  | 6   | 3 | 3 | 0 | 7  | 4  |
| 3. Spartak Moskou        | 5   | 6   | 1 | 2 | 3 | 9  | 12 |
| 4. Willem II             | 2   | 6   | 0 | 2 | 4 | 7  | 15 |

### KPN Telecompetitie
| 12 augustus 1999                                                                   | Sparta Rotterdam | 0-2 (0-2) | Willem II                                     | Opstelling Sparta Rotterdam | Opstelling Willem II |  |
| Stadion: ENECO Stadion, Rotterdam Toeschouwers: 6.500 Scheidsrechter: Jan Wegereef |                  |           | 0-1 Jatto Ceesay '18 0-2 Mariano Bombarda '20 | Jansen, Jaliens, Van der Linden, Goossen, Zijm , Langerak, Noorlander (Inia/78), Usta, Tammer (Stroeve/46), Marbus, El Khattabi (Mghizrat/82) | Mampaey, Prommayon, Gentile (Schenning/78), Valk, Hill, Galásek , Arts, Abdellaoui (Victoria/82), Ceesay, Bombarda (Landzaat/70), Sjoekov |  |
| Stadion: ENECO Stadion, Rotterdam Toeschouwers: 6.500 Scheidsrechter: Jan Wegereef |                  |           |                                               | Jansen, Jaliens, Van der Linden, Goossen, Zijm , Langerak, Noorlander (Inia/78), Usta, Tammer (Stroeve/46), Marbus, El Khattabi (Mghizrat/82) | Mampaey, Prommayon, Gentile (Schenning/78), Valk, Hill, Galásek , Arts, Abdellaoui (Victoria/82), Ceesay, Bombarda (Landzaat/70), Sjoekov |  |
| Stadion: ENECO Stadion, Rotterdam Toeschouwers: 6.500 Scheidsrechter: Jan Wegereef |                  |           |                                               | Jansen, Jaliens, Van der Linden, Goossen, Zijm , Langerak, Noorlander (Inia/78), Usta, Tammer (Stroeve/46), Marbus, El Khattabi (Mghizrat/82) | Mampaey, Prommayon, Gentile (Schenning/78), Valk, Hill, Galásek , Arts, Abdellaoui (Victoria/82), Ceesay, Bombarda (Landzaat/70), Sjoekov |  |
|                                                                                    |                  |           |                                               | | |  |

| 21 augustus 1999                                                                        | Willem II                                         | 2-2 (0-1) | Fortuna Sittard                            | Opstelling Willem II | Opstelling Fortuna Sittard |  |
| Stadion: Willem II Stadion, Tilburg Toeschouwers: 13.500 Scheidsrechter: Eric Braamhaar | '60 Mariano Bombarda 1-2 '90 Mariano Bombarda 2-2 |           | 0-1 Ruud Kool '36 0-2 Dennis Gerritsen '47 | Mampaey, Victoria, Hill (Schenning/59), Galásek, Arts, Valk (Prommayon/59), Landzaat (Sanou/59), Abdellaoui, Ceesay, Bombarda, Sjoekov | Van Zwam, Roest, Volmer (Kiekens/39), Hermans, Hofland, Gerritsen (Tychon/90), Kool, Zegrean, Krijgsman (Gesthuizen/72), Paciorek, Hamming |  |
| Stadion: Willem II Stadion, Tilburg Toeschouwers: 13.500 Scheidsrechter: Eric Braamhaar |                                                   |           |                                            | Mampaey, Victoria, Hill (Schenning/59), Galásek, Arts, Valk (Prommayon/59), Landzaat (Sanou/59), Abdellaoui, Ceesay, Bombarda, Sjoekov | Van Zwam, Roest, Volmer (Kiekens/39), Hermans, Hofland, Gerritsen (Tychon/90), Kool, Zegrean, Krijgsman (Gesthuizen/72), Paciorek, Hamming |  |
| Stadion: Willem II Stadion, Tilburg Toeschouwers: 13.500 Scheidsrechter: Eric Braamhaar |                                                   |           |                                            | Mampaey, Victoria, Hill (Schenning/59), Galásek, Arts, Valk (Prommayon/59), Landzaat (Sanou/59), Abdellaoui, Ceesay, Bombarda, Sjoekov | Van Zwam, Roest, Volmer (Kiekens/39), Hermans, Hofland, Gerritsen (Tychon/90), Kool, Zegrean, Krijgsman (Gesthuizen/72), Paciorek, Hamming |  |
|                                                                                         |                                                   |           |                                            | | |  |

| 28 augustus 1999                                                                         | Willem II                                      | 2-1 (1-0) | FC Den Bosch                   | Opstelling Willem II | Opstelling FC Den Bosch |  |
| Stadion: Willem II Stadion, Tilburg Toeschouwers: 14.400 Scheidsrechter: Jack van Hulten | '39/pen Arno Arts 1-0 '80 Raymond Victoria 2-1 |           | 1-1 Harry van der Laan '69/pen | Mampaey, Prommayon (Schenning/77), Jaliens , Gentile (Ceesay/50), Hill, Galásek, Arts, Victoria, Abdellaoui, Bombarda, Sjoekov (Landzaat/80) | Aerts, Hobbelen , Van der Hoorn, Deckers, Liefden , Scholten, Willems, Michels (Jones/65), Stricker, Van der Laan, Vos (Fattouchi/73) |  |
| Stadion: Willem II Stadion, Tilburg Toeschouwers: 14.400 Scheidsrechter: Jack van Hulten |                                                |           |                                | Mampaey, Prommayon (Schenning/77), Jaliens , Gentile (Ceesay/50), Hill, Galásek, Arts, Victoria, Abdellaoui, Bombarda, Sjoekov (Landzaat/80) | Aerts, Hobbelen , Van der Hoorn, Deckers, Liefden , Scholten, Willems, Michels (Jones/65), Stricker, Van der Laan, Vos (Fattouchi/73) |  |
| Stadion: Willem II Stadion, Tilburg Toeschouwers: 14.400 Scheidsrechter: Jack van Hulten |                                                |           |                                | Mampaey, Prommayon (Schenning/77), Jaliens , Gentile (Ceesay/50), Hill, Galásek, Arts, Victoria, Abdellaoui, Bombarda, Sjoekov (Landzaat/80) | Aerts, Hobbelen , Van der Hoorn, Deckers, Liefden , Scholten, Willems, Michels (Jones/65), Stricker, Van der Laan, Vos (Fattouchi/73) |  |
|                                                                                          |                                                |           |                                | | |  |

| 11 september 1999                                                                             | sc Heerenveen                                      | 2-3 (1-0) | Willem II                                                               | Opstelling sc Heerenveen | Opstelling Willem II |  |
| Stadion: Abe Lenstra Stadion, Heerenveen Toeschouwers: 13.600 Scheidsrechter: Dick van Egmond | '36 Romano Denneboom 1-0 '82 Gérard de Nooijer 2-2 |           | 1-1 Raymond Victoria '47 1-2 Mariano Bombarda '63 2-3 Ousmane Sanou '90 | Vonk, Hansma, De Nooijer, Venema, Jepsen, Hakansson (Ebiede/70), Radomski, Huizingh, Nurmela, Lurling (Pahlplatz/56), Denneboom | Mampaey, Prommayon, Gentile , Victoria, Hill, Galásek (Landzaat/86), Arts, Valk (Jaliens/78), Ceesay, Bombarda (Sanou/85), Sjoekov |  |
| Stadion: Abe Lenstra Stadion, Heerenveen Toeschouwers: 13.600 Scheidsrechter: Dick van Egmond |                                                    |           |                                                                         | Vonk, Hansma, De Nooijer, Venema, Jepsen, Hakansson (Ebiede/70), Radomski, Huizingh, Nurmela, Lurling (Pahlplatz/56), Denneboom | Mampaey, Prommayon, Gentile , Victoria, Hill, Galásek (Landzaat/86), Arts, Valk (Jaliens/78), Ceesay, Bombarda (Sanou/85), Sjoekov |  |
| Stadion: Abe Lenstra Stadion, Heerenveen Toeschouwers: 13.600 Scheidsrechter: Dick van Egmond |                                                    |           |                                                                         | Vonk, Hansma, De Nooijer, Venema, Jepsen, Hakansson (Ebiede/70), Radomski, Huizingh, Nurmela, Lurling (Pahlplatz/56), Denneboom | Mampaey, Prommayon, Gentile , Victoria, Hill, Galásek (Landzaat/86), Arts, Valk (Jaliens/78), Ceesay, Bombarda (Sanou/85), Sjoekov |  |
|                                                                                               |                                                    |           |                                                                         | | |  |

| 18 september 1999                                                                      | Willem II                                                   | 3-1 (2-1) | AZ                   | Opstelling Willem II | Opstelling AZ |  |
| Stadion: Willem II Stadion, Tilburg Toeschouwers: 14.200 Scheidsrechter: Roelof Luinge | '2 Jatto Ceesay 1-0 '14 Arno Arts 2-0 '78 Ousmane Sanou 3-1 |           | 2-1 Rolf Landerl '41 | Mampaey, Jaliens, Gentile, Victoria, Hill , Arts, Galásek , Abdellaoui (Schenning/74), Ceesay, Bombarda (Sanou/57), Sjoekov (Valk/57) | Moens, Ricksen , Van den Berg, Opdam, Lee, Boussatta (Canigia/81), Van Galen, Buskermolen, Landerl, Bosman (Van der Weert/68), Huiberts |  |
| Stadion: Willem II Stadion, Tilburg Toeschouwers: 14.200 Scheidsrechter: Roelof Luinge |                                                             |           |                      | Mampaey, Jaliens, Gentile, Victoria, Hill , Arts, Galásek , Abdellaoui (Schenning/74), Ceesay, Bombarda (Sanou/57), Sjoekov (Valk/57) | Moens, Ricksen , Van den Berg, Opdam, Lee, Boussatta (Canigia/81), Van Galen, Buskermolen, Landerl, Bosman (Van der Weert/68), Huiberts |  |
| Stadion: Willem II Stadion, Tilburg Toeschouwers: 14.200 Scheidsrechter: Roelof Luinge |                                                             |           |                      | Mampaey, Jaliens, Gentile, Victoria, Hill , Arts, Galásek , Abdellaoui (Schenning/74), Ceesay, Bombarda (Sanou/57), Sjoekov (Valk/57) | Moens, Ricksen , Van den Berg, Opdam, Lee, Boussatta (Canigia/81), Van Galen, Buskermolen, Landerl, Bosman (Van der Weert/68), Huiberts |  |
|                                                                                        |                                                             |           |                      | | |  |

| 25 september 1999                                                                     | PSV | 6-1 (2-1) | Willem II         | Opstelling PSV | Opstelling Willem II |  |
| Stadion: Philips Stadion, Eindhoven Toeschouwers: 29.500 Scheidsrechter: René Temmink | '19/e.d. Marco Gentile 1-0 '44 Joeri Nikiforov 2-1 '47 Johann Vogel 3-1 '74 Ruud van Nistelrooij 4-1 '78/pen Ruud van Nistelrooij 5-1 '84 Ruud van Nistelrooij 6-1 |           | 1-1 Arno Arts '29 | Waterreus, Wielaert, Nikiforov, Khokhlov (Bouma/70), Heintze, Stinga, Van Bommel, Vogel (Van der Doelen/57), Bruggink, Van Nistelrooij, Rommedahl (Kolkka/63) | Mampaey, Prommayon (Sanou/55), Gentile, Jaliens, Hill, Galásek, Arts (Landzaat/55), Victoria, Ceesay, Abdellaoui (Hendriks/46), Sjoekov |  |
| Stadion: Philips Stadion, Eindhoven Toeschouwers: 29.500 Scheidsrechter: René Temmink | |           |                   | Waterreus, Wielaert, Nikiforov, Khokhlov (Bouma/70), Heintze, Stinga, Van Bommel, Vogel (Van der Doelen/57), Bruggink, Van Nistelrooij, Rommedahl (Kolkka/63) | Mampaey, Prommayon (Sanou/55), Gentile, Jaliens, Hill, Galásek, Arts (Landzaat/55), Victoria, Ceesay, Abdellaoui (Hendriks/46), Sjoekov |  |
| Stadion: Philips Stadion, Eindhoven Toeschouwers: 29.500 Scheidsrechter: René Temmink | |           |                   | Waterreus, Wielaert, Nikiforov, Khokhlov (Bouma/70), Heintze, Stinga, Van Bommel, Vogel (Van der Doelen/57), Bruggink, Van Nistelrooij, Rommedahl (Kolkka/63) | Mampaey, Prommayon (Sanou/55), Gentile, Jaliens, Hill, Galásek, Arts (Landzaat/55), Victoria, Ceesay, Abdellaoui (Hendriks/46), Sjoekov |  |
|                                                                                       | |           |                   | | |  |

| 3 oktober 1999                                                                        | Willem II                                                            | 3-6 (1-3) | AFC Ajax | Opstelling Willem II                                                                                                   | Opstelling AFC Ajax |  |
| Stadion: Willem II Stadion, Tilburg Toeschouwers: 14.300 Scheidsrechter: Jan Wegereef | '43 Mariano Bombarda 1-3 '52 Ousmane Sanou 2-3 '89 Tomáš Galásek 3-5 |           | 0-1 Richard Knopper '3 0-2 Richard Knopper '15 0-3 Nikos Machlas '31 2-4 Nikos Machlas '53 2-5 Brian Laudrup '86 3-6 Tijjani Babangida '90 | Mampaey, Prommayon , Jaliens, Victoria, Hill, Arts, Galásek, Valk (Sanou/46), Ceesay (Schenning/85), Bombarda, Sjoekov | Grim, Vierklau, Nieuwenburg, Winter, De Cler, Witschge, Knopper, Laudrup, Kanu (O'Brien, Machlas, Bobson (Babangida/55) |  |
| Stadion: Willem II Stadion, Tilburg Toeschouwers: 14.300 Scheidsrechter: Jan Wegereef |                                                                      |           | | Mampaey, Prommayon , Jaliens, Victoria, Hill, Arts, Galásek, Valk (Sanou/46), Ceesay (Schenning/85), Bombarda, Sjoekov | Grim, Vierklau, Nieuwenburg, Winter, De Cler, Witschge, Knopper, Laudrup, Kanu (O'Brien, Machlas, Bobson (Babangida/55) |  |
| Stadion: Willem II Stadion, Tilburg Toeschouwers: 14.300 Scheidsrechter: Jan Wegereef |                                                                      |           | | Mampaey, Prommayon , Jaliens, Victoria, Hill, Arts, Galásek, Valk (Sanou/46), Ceesay (Schenning/85), Bombarda, Sjoekov | Grim, Vierklau, Nieuwenburg, Winter, De Cler, Witschge, Knopper, Laudrup, Kanu (O'Brien, Machlas, Bobson (Babangida/55) |  |
|                                                                                       |                                                                      |           | | | |  |

| 12 oktober 1999                                                                      | Cambuur Leeuwarden | 0-1 (0-1) | Willem II                | Opstelling Cambuur Leeuwarden | Opstelling Willem II |  |
| Stadion: Cambuurstadion, Leeuwarden Toeschouwers: 7.450 Scheidsrechter: Hugo Luijten |                    |           | 0-1 Mariano Bombarda '34 | De Ron, Ferrier, Berhalter, Alflen, Abma (Loontjens/46), Goudmijn (Van Utrecht/60), Scharrenburg , Levchenko (Scheepers/70), De Waard, Nelisse, Van der Heide | Mampaey, Prommayon (Van Nieuwstadt/85), Gentile, Victoria , Hill, Galásek, Arts (Schenning/82), Landzaat, Ceesay, Bombarda (Sanou/64), Sjoekov |  |
| Stadion: Cambuurstadion, Leeuwarden Toeschouwers: 7.450 Scheidsrechter: Hugo Luijten |                    |           |                          | De Ron, Ferrier, Berhalter, Alflen, Abma (Loontjens/46), Goudmijn (Van Utrecht/60), Scharrenburg , Levchenko (Scheepers/70), De Waard, Nelisse, Van der Heide | Mampaey, Prommayon (Van Nieuwstadt/85), Gentile, Victoria , Hill, Galásek, Arts (Schenning/82), Landzaat, Ceesay, Bombarda (Sanou/64), Sjoekov |  |
| Stadion: Cambuurstadion, Leeuwarden Toeschouwers: 7.450 Scheidsrechter: Hugo Luijten |                    |           |                          | De Ron, Ferrier, Berhalter, Alflen, Abma (Loontjens/46), Goudmijn (Van Utrecht/60), Scharrenburg , Levchenko (Scheepers/70), De Waard, Nelisse, Van der Heide | Mampaey, Prommayon (Van Nieuwstadt/85), Gentile, Victoria , Hill, Galásek, Arts (Schenning/82), Landzaat, Ceesay, Bombarda (Sanou/64), Sjoekov |  |
|                                                                                      |                    |           |                          | | |  |

| 16 oktober 1999                                                                          | Willem II                                       | 2-1 (2-0) | RKC Waalwijk           | Opstelling Willem II | Opstelling RKC Waalwijk |  |
| Stadion: Willem II Stadion, Tilburg Toeschouwers: 14.500 Scheidsrechter: Herman van Dijk | '30 Denny Landzaat 1-0 '32 Mariano Bombarda 2-0 |           | 2-1 Maarten Schops '47 | Mampaey, Prommayon , Jaliens, Victoria, Hill, Arts, Galásek, Landzaat, Ceesay (Schenning/82), Bombarda (Sanou/71), Sjoekov | Van Dijk, Tim Cornelisse , Nascimento , Teixeira (Beekink/87), De Graef, Van der Leegte, Govedarica, Schops, Yuri Cornelisse, Hoogendorp, Lanckohr (Heesakkers/82) |  |
| Stadion: Willem II Stadion, Tilburg Toeschouwers: 14.500 Scheidsrechter: Herman van Dijk |                                                 |           |                        | Mampaey, Prommayon , Jaliens, Victoria, Hill, Arts, Galásek, Landzaat, Ceesay (Schenning/82), Bombarda (Sanou/71), Sjoekov | Van Dijk, Tim Cornelisse , Nascimento , Teixeira (Beekink/87), De Graef, Van der Leegte, Govedarica, Schops, Yuri Cornelisse, Hoogendorp, Lanckohr (Heesakkers/82) |  |
| Stadion: Willem II Stadion, Tilburg Toeschouwers: 14.500 Scheidsrechter: Herman van Dijk |                                                 |           |                        | Mampaey, Prommayon , Jaliens, Victoria, Hill, Arts, Galásek, Landzaat, Ceesay (Schenning/82), Bombarda (Sanou/71), Sjoekov | Van Dijk, Tim Cornelisse , Nascimento , Teixeira (Beekink/87), De Graef, Van der Leegte, Govedarica, Schops, Yuri Cornelisse, Hoogendorp, Lanckohr (Heesakkers/82) |  |
|                                                                                          |                                                 |           |                        | | |  |

| 23 oktober 1999                                                                          | Willem II             | 1-0 (0-0) | MVV | Opstelling Willem II | Opstelling MVV                                                                                                  |  |
| Stadion: Willem II Stadion, Tilburg Toeschouwers: 14.000 Scheidsrechter: Jack van Hulten | '76 Ousmane Sanou 1-0 |           |     | Van Fessem, Prommayon, Jaliens (Van Nieuwstadt/46), Victoria, Hill, Galásek, Landzaat, Arts (Sanou/72), Ceesay , Bombarda (Schenning/80), Sjoekov | Snelders, De Jong, Vaessen, Falix, Moonen, Caers (Karapinar/61), Plum, Vonk, Pérez, Taiwo, Emerson (Kociski/54) |  |
| Stadion: Willem II Stadion, Tilburg Toeschouwers: 14.000 Scheidsrechter: Jack van Hulten |                       |           |     | Van Fessem, Prommayon, Jaliens (Van Nieuwstadt/46), Victoria, Hill, Galásek, Landzaat, Arts (Sanou/72), Ceesay , Bombarda (Schenning/80), Sjoekov | Snelders, De Jong, Vaessen, Falix, Moonen, Caers (Karapinar/61), Plum, Vonk, Pérez, Taiwo, Emerson (Kociski/54) |  |
| Stadion: Willem II Stadion, Tilburg Toeschouwers: 14.000 Scheidsrechter: Jack van Hulten |                       |           |     | Van Fessem, Prommayon, Jaliens (Van Nieuwstadt/46), Victoria, Hill, Galásek, Landzaat, Arts (Sanou/72), Ceesay , Bombarda (Schenning/80), Sjoekov | Snelders, De Jong, Vaessen, Falix, Moonen, Caers (Karapinar/61), Plum, Vonk, Pérez, Taiwo, Emerson (Kociski/54) |  |
|                                                                                          |                       |           |     | | |  |

| 12 november 1999                                                                   | De Graafschap | 0-2 (0-1) | Willem II                                  | Opstelling De Graafschap                                                                                           | Opstelling Willem II |  |
| Stadion: De Vijverberg, Leeuwarden Toeschouwers: 10.150 Scheidsrechter: Fred Sterk |               |           | 0-1 Mariano Bombarda '49 0-2 Arno Arts '73 | Olyslager, Tchangai, Vreman, Roelofsen, Fränkel, Den Turk, Lindenbergh, Emam (Väisänen/78), Meerdink, Viscaal, Nok | Van Fessem, Prommayon, Jaliens, Victoria, Hill (Schenning/86), Galásek, Arts, Landzaat, Ceesay (Sanou/74), Bombarda (Ramzi/65), Sjoekov |  |
| Stadion: De Vijverberg, Leeuwarden Toeschouwers: 10.150 Scheidsrechter: Fred Sterk |               |           |                                            | Olyslager, Tchangai, Vreman, Roelofsen, Fränkel, Den Turk, Lindenbergh, Emam (Väisänen/78), Meerdink, Viscaal, Nok | Van Fessem, Prommayon, Jaliens, Victoria, Hill (Schenning/86), Galásek, Arts, Landzaat, Ceesay (Sanou/74), Bombarda (Ramzi/65), Sjoekov |  |
| Stadion: De Vijverberg, Leeuwarden Toeschouwers: 10.150 Scheidsrechter: Fred Sterk |               |           |                                            | Olyslager, Tchangai, Vreman, Roelofsen, Fränkel, Den Turk, Lindenbergh, Emam (Väisänen/78), Meerdink, Viscaal, Nok | Van Fessem, Prommayon, Jaliens, Victoria, Hill (Schenning/86), Galásek, Arts, Landzaat, Ceesay (Sanou/74), Bombarda (Ramzi/65), Sjoekov |  |
|                                                                                    |               |           |                                            | | |  |

| 20 november 1999                                                                      | Willem II                                | 2-2 (1-0) | Roda JC                                       | Opstelling Willem II | Opstelling Roda JC |  |
| Stadion: Willem II Stadion, Tilburg Toeschouwers: 14.300 Scheidsrechter: Jan Wegereef | '21 Dmitri Sjoekov 1-0 '74 Arno Arts 2-0 |           | 2-1 Bob Peeters '80 2-2 Eric van der Luer '87 | Van Fessem, Jaliens, Galásek, Victoria, Hill, Ramzi (Schenning/74), Landzaat (Sanou/85), Arts, Ceesay, Bombarda (Prommayon/60), Sjoekov | Kalac, Rudge, Valgaeren, Luijpers, Van Haaren, Doomernik (Vrede/56), Zafarin (Senden/86), Van der Luer, Tchoutang (Van Houdt/46 ), Peeters, Lawal |  |
| Stadion: Willem II Stadion, Tilburg Toeschouwers: 14.300 Scheidsrechter: Jan Wegereef |                                          |           |                                               | Van Fessem, Jaliens, Galásek, Victoria, Hill, Ramzi (Schenning/74), Landzaat (Sanou/85), Arts, Ceesay, Bombarda (Prommayon/60), Sjoekov | Kalac, Rudge, Valgaeren, Luijpers, Van Haaren, Doomernik (Vrede/56), Zafarin (Senden/86), Van der Luer, Tchoutang (Van Houdt/46 ), Peeters, Lawal |  |
| Stadion: Willem II Stadion, Tilburg Toeschouwers: 14.300 Scheidsrechter: Jan Wegereef |                                          |           |                                               | Van Fessem, Jaliens, Galásek, Victoria, Hill, Ramzi (Schenning/74), Landzaat (Sanou/85), Arts, Ceesay, Bombarda (Prommayon/60), Sjoekov | Kalac, Rudge, Valgaeren, Luijpers, Van Haaren, Doomernik (Vrede/56), Zafarin (Senden/86), Van der Luer, Tchoutang (Van Houdt/46 ), Peeters, Lawal |  |
|                                                                                       |                                          |           |                                               | | |  |

| 27 november 1999                                                                     | FC Twente                                                                                             | 4-0 (2-0) | Willem II | Opstelling FC Twente | Opstelling Willem II |  |
| Stadion: Arke Stadion, Enschede Toeschouwers: 12.250 Scheidsrechter: Jack van Hulten | '21 Erik ten Hag 1-0 '43 Frédéric Peiremans 2-0 '49 Jan Vennegoor of H. 3-0 '87 Dirk van der Laan 4-0 |           |           | Boschker, Hilgerink, Grujić, Roelofsen, Karnebeek, Ter Avest (Heubach/86), Van der Laan, Peiremans , Booth, Vennegoor of Hesselink (Ouédraogo/77), De Witte (Van der Meyde/56) | De Vlieger, Prommayon, Jaliens, Victoria, Hill, Galásek, Arts (Landzaat/56), Ramzi (Abdellaoui/56), Ceesay, Bombarda (Sanou/56), Sjoekov |  |
| Stadion: Arke Stadion, Enschede Toeschouwers: 12.250 Scheidsrechter: Jack van Hulten | |           |           | Boschker, Hilgerink, Grujić, Roelofsen, Karnebeek, Ter Avest (Heubach/86), Van der Laan, Peiremans , Booth, Vennegoor of Hesselink (Ouédraogo/77), De Witte (Van der Meyde/56) | De Vlieger, Prommayon, Jaliens, Victoria, Hill, Galásek, Arts (Landzaat/56), Ramzi (Abdellaoui/56), Ceesay, Bombarda (Sanou/56), Sjoekov |  |
| Stadion: Arke Stadion, Enschede Toeschouwers: 12.250 Scheidsrechter: Jack van Hulten | |           |           | Boschker, Hilgerink, Grujić, Roelofsen, Karnebeek, Ter Avest (Heubach/86), Van der Laan, Peiremans , Booth, Vennegoor of Hesselink (Ouédraogo/77), De Witte (Van der Meyde/56) | De Vlieger, Prommayon, Jaliens, Victoria, Hill, Galásek, Arts (Landzaat/56), Ramzi (Abdellaoui/56), Ceesay, Bombarda (Sanou/56), Sjoekov |  |
|                                                                                      | |           |           | | |  |

| 1 december 1999                                                                  | Feyenoord                 | 1-0 (1-0) | Willem II | Opstelling Feyenoord                                                                                            | Opstelling Willem II |  |
| Stadion: De Kuip, Rotterdam Toeschouwers: 28.000 Scheidsrechter: Herman van Dijk | '44 Bonaventure Kalou 1-0 |           |           | Dudek, Gyan, Van Wonderen, Konterman, Rząsa, Van Gastel, Bosvelt , Paauwe, Kalou, Cruz (Somália/73), Van Vossen | De Vlieger, Prommayon, Jaliens (Bombarda/70), Van Nieuwstadt (Ramzi/46), Hill, Victoria , Arts, Landzaat, Ceesay, Sanou, Sjoekov (Schulp/73) |  |
| Stadion: De Kuip, Rotterdam Toeschouwers: 28.000 Scheidsrechter: Herman van Dijk |                           |           |           | Dudek, Gyan, Van Wonderen, Konterman, Rząsa, Van Gastel, Bosvelt , Paauwe, Kalou, Cruz (Somália/73), Van Vossen | De Vlieger, Prommayon, Jaliens (Bombarda/70), Van Nieuwstadt (Ramzi/46), Hill, Victoria , Arts, Landzaat, Ceesay, Sanou, Sjoekov (Schulp/73) |  |
| Stadion: De Kuip, Rotterdam Toeschouwers: 28.000 Scheidsrechter: Herman van Dijk |                           |           |           | Dudek, Gyan, Van Wonderen, Konterman, Rząsa, Van Gastel, Bosvelt , Paauwe, Kalou, Cruz (Somália/73), Van Vossen | De Vlieger, Prommayon, Jaliens (Bombarda/70), Van Nieuwstadt (Ramzi/46), Hill, Victoria , Arts, Landzaat, Ceesay, Sanou, Sjoekov (Schulp/73) |  |
|                                                                                  |                           |           |           | | |  |

| 5 december 1999                                                                       | Willem II                                                                                       | 4-3 (1-3) | FC Utrecht                                                              | Opstelling Willem II | Opstelling FC Utrecht |  |
| Stadion: Willem II Stadion, Tilburg Toeschouwers: 14.000 Scheidsrechter: Rien Koopman | '3 Mariano Bombarda 1-0 '60 Mariano Bombarda 2-3 '71 Tomáš Galásek 3-3 '85 Mariano Bombarda 4-3 |           | 1-1 Didier Martel '6/pen 1-2 Reinier Robbemond '18 1-3 Rodney Cairo '25 | De Vlieger, Prommayon , Schenning, Victoria (Veldeman/46), Galásek, Sjoekov, Landzaat, Arts, Ceesay (Ramzi/83), Bombarda, Sanou (Schulp/70) | Wapenaar, Vreven, Van der Gaag , Oliseh, Bosschaart, Jean-Paul de Jong (Forrester/88), Robbemond, John de Jong (Berger/58), Cairo, Dijkhuizen (Kuijt/84), Martel |  |
| Stadion: Willem II Stadion, Tilburg Toeschouwers: 14.000 Scheidsrechter: Rien Koopman |                                                                                                 |           |                                                                         | De Vlieger, Prommayon , Schenning, Victoria (Veldeman/46), Galásek, Sjoekov, Landzaat, Arts, Ceesay (Ramzi/83), Bombarda, Sanou (Schulp/70) | Wapenaar, Vreven, Van der Gaag , Oliseh, Bosschaart, Jean-Paul de Jong (Forrester/88), Robbemond, John de Jong (Berger/58), Cairo, Dijkhuizen (Kuijt/84), Martel |  |
| Stadion: Willem II Stadion, Tilburg Toeschouwers: 14.000 Scheidsrechter: Rien Koopman |                                                                                                 |           |                                                                         | De Vlieger, Prommayon , Schenning, Victoria (Veldeman/46), Galásek, Sjoekov, Landzaat, Arts, Ceesay (Ramzi/83), Bombarda, Sanou (Schulp/70) | Wapenaar, Vreven, Van der Gaag , Oliseh, Bosschaart, Jean-Paul de Jong (Forrester/88), Robbemond, John de Jong (Berger/58), Cairo, Dijkhuizen (Kuijt/84), Martel |  |
|                                                                                       |                                                                                                 |           |                                                                         | | |  |

| 15 december 1999                                                         | Vitesse                                                                             | 3-1 (2-0) | Willem II             | Opstelling Vitesse | Opstelling Willem II |  |
| Stadion: GelreDome, Arnhem Toeschouwers: 24.500 Scheidsrechter: Dick Jol | '28/pen Pierre van Hooijdonk 1-0 '31 Pierre van Hooijdonk 2-0 '87 Mamadou Zongo 3-1 |           | 2-1 Ousmane Sanou '53 | Jevrić, Veldman, Stefanović, Kreek, Van Hintum (Sikora/44), Jochemsen, Van den Brom, Van der Schaaf (De Marchi/73), Zongo, Van Hooijdonk (Curović/86), Laros | De Vlieger, Prommayon, Schenning (Victoria/42), Hill, Galásek, Sjoekov, Arts (Schulp/71), Landzaat, Ceesay (Ramzi/60), Sanou, Bombarda |  |
| Stadion: GelreDome, Arnhem Toeschouwers: 24.500 Scheidsrechter: Dick Jol |                                                                                     |           |                       | Jevrić, Veldman, Stefanović, Kreek, Van Hintum (Sikora/44), Jochemsen, Van den Brom, Van der Schaaf (De Marchi/73), Zongo, Van Hooijdonk (Curović/86), Laros | De Vlieger, Prommayon, Schenning (Victoria/42), Hill, Galásek, Sjoekov, Arts (Schulp/71), Landzaat, Ceesay (Ramzi/60), Sanou, Bombarda |  |
| Stadion: GelreDome, Arnhem Toeschouwers: 24.500 Scheidsrechter: Dick Jol |                                                                                     |           |                       | Jevrić, Veldman, Stefanović, Kreek, Van Hintum (Sikora/44), Jochemsen, Van den Brom, Van der Schaaf (De Marchi/73), Zongo, Van Hooijdonk (Curović/86), Laros | De Vlieger, Prommayon, Schenning (Victoria/42), Hill, Galásek, Sjoekov, Arts (Schulp/71), Landzaat, Ceesay (Ramzi/60), Sanou, Bombarda |  |
|                                                                          |                                                                                     |           |                       | | |  |

| 18 december 1999                                                                         | Willem II | 0-0 | Sparta | Opstelling Willem II | Opstelling Sparta                                                                                                  |  |
| Stadion: Willem II Stadion, Tilburg Toeschouwers: 14.300 Scheidsrechter: Dick van Egmond |           |     |        | De Vlieger, Prommayon, Jaliens, Hill, Galásek, Sjoekov, Landzaat, Valk (Victoria/68), Ramzi (Schulp/68), Bombarda, Sanou | Kooiman, Goossen, Van der Meer , Elzinga , Bezzai, Inia , Nielsen (Den Dunnen/73), Kayis , Zijm, Marilia, Langerak |  |
| Stadion: Willem II Stadion, Tilburg Toeschouwers: 14.300 Scheidsrechter: Dick van Egmond |           |     |        | De Vlieger, Prommayon, Jaliens, Hill, Galásek, Sjoekov, Landzaat, Valk (Victoria/68), Ramzi (Schulp/68), Bombarda, Sanou | Kooiman, Goossen, Van der Meer , Elzinga , Bezzai, Inia , Nielsen (Den Dunnen/73), Kayis , Zijm, Marilia, Langerak |  |
| Stadion: Willem II Stadion, Tilburg Toeschouwers: 14.300 Scheidsrechter: Dick van Egmond |           |     |        | De Vlieger, Prommayon, Jaliens, Hill, Galásek, Sjoekov, Landzaat, Valk (Victoria/68), Ramzi (Schulp/68), Bombarda, Sanou | Kooiman, Goossen, Van der Meer , Elzinga , Bezzai, Inia , Nielsen (Den Dunnen/73), Kayis , Zijm, Marilia, Langerak |  |
|                                                                                          |           |     |        | | |  |

| 2 februari 2000                                                                            | RKC Waalwijk         | 1-0 (1-0) | Willem II | Opstelling RKC Waalwijk | Opstelling Willem II                                                                                                   |  |
| Stadion: Mandemakers Stadion, Waalwijk Toeschouwers: 6.000 Scheidsrechter: Jack van Hulten | '24 Joeri Petrov 1-0 |           |           | Van Dijk, Tim Cornelisse, Nascimento, Kalezic , Van Wanrooy, Govedarica, Van der Leegte, De Graef, Lanckohr, Petrov (Heesakkers/80), Yuri Cornelisse | De Vlieger, Prommayon, Victoria, Gentile (Van der Heijden/63), Hill, Galásek, Arts , Valk, Sjoekov, Schulp, Abdellaoui |  |
| Stadion: Mandemakers Stadion, Waalwijk Toeschouwers: 6.000 Scheidsrechter: Jack van Hulten |                      |           |           | Van Dijk, Tim Cornelisse, Nascimento, Kalezic , Van Wanrooy, Govedarica, Van der Leegte, De Graef, Lanckohr, Petrov (Heesakkers/80), Yuri Cornelisse | De Vlieger, Prommayon, Victoria, Gentile (Van der Heijden/63), Hill, Galásek, Arts , Valk, Sjoekov, Schulp, Abdellaoui |  |
| Stadion: Mandemakers Stadion, Waalwijk Toeschouwers: 6.000 Scheidsrechter: Jack van Hulten |                      |           |           | Van Dijk, Tim Cornelisse, Nascimento, Kalezic , Van Wanrooy, Govedarica, Van der Leegte, De Graef, Lanckohr, Petrov (Heesakkers/80), Yuri Cornelisse | De Vlieger, Prommayon, Victoria, Gentile (Van der Heijden/63), Hill, Galásek, Arts , Valk, Sjoekov, Schulp, Abdellaoui |  |
|                                                                                            |                      |           |           | | |  |

| 5 februari 2000                                                                   | Willem II            | 1-1 (1-0) | FC Twente                 | Opstelling Willem II                                                                                 | Opstelling FC Twente |  |
| Stadion: Willem II Stadion, Tilburg Toeschouwers: 14.300 Scheidsrechter: Dick Jol | '4 Dennis Schulp 1-0 |           | 1-1 Berthil ter Avest '66 | De Vlieger, Prommayon, Gentile, Victoria, Hill, Galásek, Landzaat, Arts, Sjoekov, Schulp, Abdellaoui | Boschker, Hulshoff, Grujić, Karnebeek (Verlinden/77), Heubach (De Vries/61), Peiremans, Ten Hag, Ter Avest, Van der Meyde (Brugge/89), Vennegoor of Hesselink, Van der Laan |  |
| Stadion: Willem II Stadion, Tilburg Toeschouwers: 14.300 Scheidsrechter: Dick Jol |                      |           |                           | De Vlieger, Prommayon, Gentile, Victoria, Hill, Galásek, Landzaat, Arts, Sjoekov, Schulp, Abdellaoui | Boschker, Hulshoff, Grujić, Karnebeek (Verlinden/77), Heubach (De Vries/61), Peiremans, Ten Hag, Ter Avest, Van der Meyde (Brugge/89), Vennegoor of Hesselink, Van der Laan |  |
| Stadion: Willem II Stadion, Tilburg Toeschouwers: 14.300 Scheidsrechter: Dick Jol |                      |           |                           | De Vlieger, Prommayon, Gentile, Victoria, Hill, Galásek, Landzaat, Arts, Sjoekov, Schulp, Abdellaoui | Boschker, Hulshoff, Grujić, Karnebeek (Verlinden/77), Heubach (De Vries/61), Peiremans, Ten Hag, Ter Avest, Van der Meyde (Brugge/89), Vennegoor of Hesselink, Van der Laan |  |
|                                                                                   |                      |           |                           | | |  |

| 9 februari 2000                                                                          | Willem II                                                               | 3-1 (0-1) | N.E.C.                    | Opstelling Willem II | Opstelling N.E.C.                                                                                          |  |
| Stadion: Willem II Stadion, Tilburg Toeschouwers: 14.000 Scheidsrechter: Hennie de Graaf | '78 Hennie de Romijn/e.d. 1-1 '79 Dmitri Sjoekov 2-1 '83 Adil Ramzi 3-1 |           | 0-1 Marchanno Schultz '42 | Van Fessem, Prommayon , Hill, Victoria, Arts (Sanou/68), Galásek, Landzaat (Caluwé/75), Ramzi, Sjoekov, Schulp (Valk/75), Abdellaoui | Roorda, Atmodikoro, Hesp, Pothuizen, Goulooze, Schultz, Koning, De Romijn, Latuheru, Van Rijswijk, Renfurm |  |
| Stadion: Willem II Stadion, Tilburg Toeschouwers: 14.000 Scheidsrechter: Hennie de Graaf |                                                                         |           |                           | Van Fessem, Prommayon , Hill, Victoria, Arts (Sanou/68), Galásek, Landzaat (Caluwé/75), Ramzi, Sjoekov, Schulp (Valk/75), Abdellaoui | Roorda, Atmodikoro, Hesp, Pothuizen, Goulooze, Schultz, Koning, De Romijn, Latuheru, Van Rijswijk, Renfurm |  |
| Stadion: Willem II Stadion, Tilburg Toeschouwers: 14.000 Scheidsrechter: Hennie de Graaf |                                                                         |           |                           | Van Fessem, Prommayon , Hill, Victoria, Arts (Sanou/68), Galásek, Landzaat (Caluwé/75), Ramzi, Sjoekov, Schulp (Valk/75), Abdellaoui | Roorda, Atmodikoro, Hesp, Pothuizen, Goulooze, Schultz, Koning, De Romijn, Latuheru, Van Rijswijk, Renfurm |  |
|                                                                                          |                                                                         |           |                           | | |  |

| 13 februari 2000                                                                      | AFC Ajax                                                                      | 3-1 (1-1) | Willem II                  | Opstelling AFC Ajax | Opstelling Willem II                                                                                               |  |
| Stadion: Amsterdam ArenA, Amsterdam Toeschouwers: 36.654 Scheidsrechter: Rien Koopman | '41 Nikos Machlas 1-1 '56 Richard Knopper 2-1 '67 Daniel da Cruz Carvalho 3-1 |           | 0-1 Yassine Abdellaoui '36 | Grim, Vierklau (O'Brien/2), Mokoena, Winter, De Cler, Van Halst, Dani, Knopper, Laudrup, Machlas , Grønkjær (Wamberto/79) | De Vlieger (Van Fessem/44), Jaliens, Victoria, Gentile, Hill, Galásek, Ramzi, Landzaat, Sjoekov, Sanou, Abdellaoui |  |
| Stadion: Amsterdam ArenA, Amsterdam Toeschouwers: 36.654 Scheidsrechter: Rien Koopman |                                                                               |           |                            | Grim, Vierklau (O'Brien/2), Mokoena, Winter, De Cler, Van Halst, Dani, Knopper, Laudrup, Machlas , Grønkjær (Wamberto/79) | De Vlieger (Van Fessem/44), Jaliens, Victoria, Gentile, Hill, Galásek, Ramzi, Landzaat, Sjoekov, Sanou, Abdellaoui |  |
| Stadion: Amsterdam ArenA, Amsterdam Toeschouwers: 36.654 Scheidsrechter: Rien Koopman |                                                                               |           |                            | Grim, Vierklau (O'Brien/2), Mokoena, Winter, De Cler, Van Halst, Dani, Knopper, Laudrup, Machlas , Grønkjær (Wamberto/79) | De Vlieger (Van Fessem/44), Jaliens, Victoria, Gentile, Hill, Galásek, Ramzi, Landzaat, Sjoekov, Sanou, Abdellaoui |  |
|                                                                                       |                                                                               |           |                            | | |  |

| 20 februari 2000                                                                     | Willem II                                             | 2-1 (0-0) | Feyenoord            | Opstelling Willem II | Opstelling Feyenoord |  |
| Stadion: Willem II Stadion, Tilburg Toeschouwers: 13.500 Scheidsrechter: Ruud Bossen | '70 Yassine Abdellaoui 1-1 '81 Geoffrey Prommayon 2-1 |           | 0-1 Paul Bosvelt '64 | Van Fessem, Prommayon , Gentile, Victoria, Hill, Galásek, Caluwé (Landzaat/86), Valk , Sjoekov (Van der Heijden/51, Jaliens/52), Sanou, Abdellaoui | Dudek, Van Gobbel, Van Wonderen, Konterman , Rząsa, Bosvelt, Tomasson (Somália/82), Paauwe, Cairo (Van Vossen/77 ), Cruz, De Visser (Samardžić/82) |  |
| Stadion: Willem II Stadion, Tilburg Toeschouwers: 13.500 Scheidsrechter: Ruud Bossen |                                                       |           |                      | Van Fessem, Prommayon , Gentile, Victoria, Hill, Galásek, Caluwé (Landzaat/86), Valk , Sjoekov (Van der Heijden/51, Jaliens/52), Sanou, Abdellaoui | Dudek, Van Gobbel, Van Wonderen, Konterman , Rząsa, Bosvelt, Tomasson (Somália/82), Paauwe, Cairo (Van Vossen/77 ), Cruz, De Visser (Samardžić/82) |  |
| Stadion: Willem II Stadion, Tilburg Toeschouwers: 13.500 Scheidsrechter: Ruud Bossen |                                                       |           |                      | Van Fessem, Prommayon , Gentile, Victoria, Hill, Galásek, Caluwé (Landzaat/86), Valk , Sjoekov (Van der Heijden/51, Jaliens/52), Sanou, Abdellaoui | Dudek, Van Gobbel, Van Wonderen, Konterman , Rząsa, Bosvelt, Tomasson (Somália/82), Paauwe, Cairo (Van Vossen/77 ), Cruz, De Visser (Samardžić/82) |  |
|                                                                                      |                                                       |           |                      | | |  |

| 26 februari 2000                                                                                | Fortuna Sittard                                       | 2-0 (1-0) | Willem II | Opstelling Fortuna Sittard                                                                                                  | Opstelling Willem II |  |
| Stadion: Wagner & Partners Stadion, Sittard Toeschouwers: 8.500 Scheidsrechter: Dick van Egmond | '25 Dennis Gerritsen 1-0 '57 Remco van der Schaaf 2-0 |           |           | Van Zwam, Kiekens, Roest, Volmer, Hofland, Hermans, Van der Schaaf, Kool, Gerritsen (Hamming/81), Amoah, Landerl (Evers/89) | Van Fessem, Prommayon (Ceesay/65), Victoria, Gentile , Hill , Galásek, Caluwé, Valk (Landzaat/65), Sjoekov, Sanou, Abdellaoui (Jaliens/18) |  |
| Stadion: Wagner & Partners Stadion, Sittard Toeschouwers: 8.500 Scheidsrechter: Dick van Egmond |                                                       |           |           | Van Zwam, Kiekens, Roest, Volmer, Hofland, Hermans, Van der Schaaf, Kool, Gerritsen (Hamming/81), Amoah, Landerl (Evers/89) | Van Fessem, Prommayon (Ceesay/65), Victoria, Gentile , Hill , Galásek, Caluwé, Valk (Landzaat/65), Sjoekov, Sanou, Abdellaoui (Jaliens/18) |  |
| Stadion: Wagner & Partners Stadion, Sittard Toeschouwers: 8.500 Scheidsrechter: Dick van Egmond |                                                       |           |           | Van Zwam, Kiekens, Roest, Volmer, Hofland, Hermans, Van der Schaaf, Kool, Gerritsen (Hamming/81), Amoah, Landerl (Evers/89) | Van Fessem, Prommayon (Ceesay/65), Victoria, Gentile , Hill , Galásek, Caluwé, Valk (Landzaat/65), Sjoekov, Sanou, Abdellaoui (Jaliens/18) |  |
|                                                                                                 |                                                       |           |           | | |  |

| 3 maart 2000                                                                       | AZ                                       | 2-2 (1-1) | Willem II                                 | Opstelling AZ | Opstelling Willem II |  |
| Stadion: Alkmaarderhout, Alkmaar Toeschouwers: 6.814 Scheidsrechter: Roelof Luinge | '37 Max Huiberts 1-0 '49 John Bosman 2-1 |           | 1-1 Dmitri Sjoekov '38 2-2 Adil Ramzi '81 | Moens, Lee, Van den Berg, Wijker (Buskermolen/85), Opdam, Van der Woude, Lindenbergh, Hernandez (Canigia/87), El Hadrioui, Bosman (Fertout/76), Huibert | Van Fessem, Prommayon (Jaliens/75), Victoria, Gentile (Ramzi/75), Mathijsen, Galásek, Caluwé, Valk, Sjoekov, Sanou, Abdellaoui |  |
| Stadion: Alkmaarderhout, Alkmaar Toeschouwers: 6.814 Scheidsrechter: Roelof Luinge |                                          |           |                                           | Moens, Lee, Van den Berg, Wijker (Buskermolen/85), Opdam, Van der Woude, Lindenbergh, Hernandez (Canigia/87), El Hadrioui, Bosman (Fertout/76), Huibert | Van Fessem, Prommayon (Jaliens/75), Victoria, Gentile (Ramzi/75), Mathijsen, Galásek, Caluwé, Valk, Sjoekov, Sanou, Abdellaoui |  |
| Stadion: Alkmaarderhout, Alkmaar Toeschouwers: 6.814 Scheidsrechter: Roelof Luinge |                                          |           |                                           | Moens, Lee, Van den Berg, Wijker (Buskermolen/85), Opdam, Van der Woude, Lindenbergh, Hernandez (Canigia/87), El Hadrioui, Bosman (Fertout/76), Huibert | Van Fessem, Prommayon (Jaliens/75), Victoria, Gentile (Ramzi/75), Mathijsen, Galásek, Caluwé, Valk, Sjoekov, Sanou, Abdellaoui |  |
|                                                                                    |                                          |           |                                           | | |  |

| 11 maart 2000                                                                         | Willem II                                     | 2-3 (0-1) | sc Heerenveen                                                         | Opstelling Willem II | Opstelling sc Heerenveen |  |
| Stadion: Willem II Stadion, Tilburg Toeschouwers: 14.500 Scheidsrechter: Hugo Luijten | '70 Tarik Sektioui 1-2 '77 Tarik Sektioui 2-2 |           | 0-1 Anthony Lurling '12 0-2 Jeffrey Talan '55 2-3 Anthony Lurling '85 | Van Fessem, Prommayon, Gentile (Sektioui/28), Victoria, Hill, Galásek , Caluwé , Valk, Sjoekov, Sanou (Ceesay/71), Abdellaoui (Schulp/71) | Vonk, Nurmela , Venema, Holm , Mitriţă , Nwankpa , Jensen, Radomski, Talan (Pulkkinen/84), Popovitch (Denneboom/81), Lurling |  |
| Stadion: Willem II Stadion, Tilburg Toeschouwers: 14.500 Scheidsrechter: Hugo Luijten |                                               |           |                                                                       | Van Fessem, Prommayon, Gentile (Sektioui/28), Victoria, Hill, Galásek , Caluwé , Valk, Sjoekov, Sanou (Ceesay/71), Abdellaoui (Schulp/71) | Vonk, Nurmela , Venema, Holm , Mitriţă , Nwankpa , Jensen, Radomski, Talan (Pulkkinen/84), Popovitch (Denneboom/81), Lurling |  |
| Stadion: Willem II Stadion, Tilburg Toeschouwers: 14.500 Scheidsrechter: Hugo Luijten |                                               |           |                                                                       | Van Fessem, Prommayon, Gentile (Sektioui/28), Victoria, Hill, Galásek , Caluwé , Valk, Sjoekov, Sanou (Ceesay/71), Abdellaoui (Schulp/71) | Vonk, Nurmela , Venema, Holm , Mitriţă , Nwankpa , Jensen, Radomski, Talan (Pulkkinen/84), Popovitch (Denneboom/81), Lurling |  |
|                                                                                       |                                               |           |                                                                       | | |  |

| 17 maart 2000                                                                  | N.E.C.                                            | 2-1 (1-1) | Willem II         | Opstelling N.E.C.                                                                                            | Opstelling Willem II |  |
| Stadion: De Goffert, Nijmegen Toeschouwers: 7.000 Scheidsrechter: Jan Wegereef | '44 Danny Hesp 1-1 '89 Arno Arts (voetballer) 2-1 |           | 0-1 Adil Ramzi '6 | Roorda, Collen, Hesp, Pothuizen, De Romijn , Koning (Schultz/89), Arts , Janssen, Renfurm, De Gier, Latuheru | Nelis, Prommayon, Victoria (Jaliens/46), Gentile, Mathijsen, Ramzi, Caluwé, Valk, Sektioui (Schulp/68), Sjoekov, Abdellaoui (Ceesay/46) |  |
| Stadion: De Goffert, Nijmegen Toeschouwers: 7.000 Scheidsrechter: Jan Wegereef |                                                   |           |                   | Roorda, Collen, Hesp, Pothuizen, De Romijn , Koning (Schultz/89), Arts , Janssen, Renfurm, De Gier, Latuheru | Nelis, Prommayon, Victoria (Jaliens/46), Gentile, Mathijsen, Ramzi, Caluwé, Valk, Sektioui (Schulp/68), Sjoekov, Abdellaoui (Ceesay/46) |  |
| Stadion: De Goffert, Nijmegen Toeschouwers: 7.000 Scheidsrechter: Jan Wegereef |                                                   |           |                   | Roorda, Collen, Hesp, Pothuizen, De Romijn , Koning (Schultz/89), Arts , Janssen, Renfurm, De Gier, Latuheru | Nelis, Prommayon, Victoria (Jaliens/46), Gentile, Mathijsen, Ramzi, Caluwé, Valk, Sektioui (Schulp/68), Sjoekov, Abdellaoui (Ceesay/46) |  |
|                                                                                |                                                   |           |                   | | |  |

| 24 maart 2000                                                                     | Willem II | 0-0 | PSV | Opstelling Willem II | Opstelling PSV |  |
| Stadion: Willem II Stadion, Tilburg Toeschouwers: 14.700 Scheidsrechter: Dick Jol |           |     |     | De Vlieger, Jaliens, Gentile, Van Nieuwstadt, Mathijsen (Hill/80), Galásek, Caluwé, Valk, Ceesay (Sektioui/75), Ramzi, Sjoekov (Schulp/80) | Waterreus, Van der Weerden (Rommedahl/76), Ooijer, Nikiforov, Heintze, Van Bommel, Vogel, Bouma, Bruggink, Nilis, Kolkka |  |
| Stadion: Willem II Stadion, Tilburg Toeschouwers: 14.700 Scheidsrechter: Dick Jol |           |     |     | De Vlieger, Jaliens, Gentile, Van Nieuwstadt, Mathijsen (Hill/80), Galásek, Caluwé, Valk, Ceesay (Sektioui/75), Ramzi, Sjoekov (Schulp/80) | Waterreus, Van der Weerden (Rommedahl/76), Ooijer, Nikiforov, Heintze, Van Bommel, Vogel, Bouma, Bruggink, Nilis, Kolkka |  |
| Stadion: Willem II Stadion, Tilburg Toeschouwers: 14.700 Scheidsrechter: Dick Jol |           |     |     | De Vlieger, Jaliens, Gentile, Van Nieuwstadt, Mathijsen (Hill/80), Galásek, Caluwé, Valk, Ceesay (Sektioui/75), Ramzi, Sjoekov (Schulp/80) | Waterreus, Van der Weerden (Rommedahl/76), Ooijer, Nikiforov, Heintze, Van Bommel, Vogel, Bouma, Bruggink, Nilis, Kolkka |  |
|                                                                                   |           |     |     | | |  |

| 31 maart 2000                                                                             | FC Den Bosch     | 1-1 (1-1) | Willem II             | Opstelling FC Den Bosch | Opstelling Willem II |  |
| Stadion: ECCO Stadion, 's-Hertogenbosch Toeschouwers: 4.250 Scheidsrechter: Roelof Luinge | '37 Henk Vos 1-0 |           | 1-1 Dennis Schulp '45 | Aerts, Wielaert, Uneken, Van der Hoorn, Graff, Schenning, Deckers , Van der Gun, Mourad (Jones/83), Vos (Bociek/87), Van der Laan | De Vlieger, Jaliens, Van Nieuwstadt, Gentile (Schulp/31), Mathijsen (Hill/46), Galásek, Caluwé (Sektioui/68), Valk, Ceesay, Sjoekov, Ramzi |  |
| Stadion: ECCO Stadion, 's-Hertogenbosch Toeschouwers: 4.250 Scheidsrechter: Roelof Luinge |                  |           |                       | Aerts, Wielaert, Uneken, Van der Hoorn, Graff, Schenning, Deckers , Van der Gun, Mourad (Jones/83), Vos (Bociek/87), Van der Laan | De Vlieger, Jaliens, Van Nieuwstadt, Gentile (Schulp/31), Mathijsen (Hill/46), Galásek, Caluwé (Sektioui/68), Valk, Ceesay, Sjoekov, Ramzi |  |
| Stadion: ECCO Stadion, 's-Hertogenbosch Toeschouwers: 4.250 Scheidsrechter: Roelof Luinge |                  |           |                       | Aerts, Wielaert, Uneken, Van der Hoorn, Graff, Schenning, Deckers , Van der Gun, Mourad (Jones/83), Vos (Bociek/87), Van der Laan | De Vlieger, Jaliens, Van Nieuwstadt, Gentile (Schulp/31), Mathijsen (Hill/46), Galásek, Caluwé (Sektioui/68), Valk, Ceesay, Sjoekov, Ramzi |  |
|                                                                                           |                  |           |                       | | |  |

| 8 april 2000                                                                         | Willem II | 0-4 (0-0) | Vitesse                                                                                | Opstelling Willem II | Opstelling Vitesse |  |
| Stadion: Willem II Stadion, Tilburg Toeschouwers: 14.600 Scheidsrechter: Ruud Bossen |           |           | 0-1 Michel Kreek '50 0-2 John van den Brom '61 0-3 Louis Laros '63 0-4 Louis Laros '71 | De Vlieger, Prommayon (Jaliens/78), Victoria, Van Nieuwstadt, Hill, Galásek, Caluwé, Valk (Hermes/66), Sektioui (Van der Heijden/46), Schulp, Sjoekov | Jevrić, Nanu, Wisgerhof, Kreek, Van Hintum , Jochemsen, Van den Brom (Janssen/71), Laros, Zongo (Van Hooijdonk/56), Trustfull , Sikora (Fortes/78) |  |
| Stadion: Willem II Stadion, Tilburg Toeschouwers: 14.600 Scheidsrechter: Ruud Bossen |           |           |                                                                                        | De Vlieger, Prommayon (Jaliens/78), Victoria, Van Nieuwstadt, Hill, Galásek, Caluwé, Valk (Hermes/66), Sektioui (Van der Heijden/46), Schulp, Sjoekov | Jevrić, Nanu, Wisgerhof, Kreek, Van Hintum , Jochemsen, Van den Brom (Janssen/71), Laros, Zongo (Van Hooijdonk/56), Trustfull , Sikora (Fortes/78) |  |
| Stadion: Willem II Stadion, Tilburg Toeschouwers: 14.600 Scheidsrechter: Ruud Bossen |           |           |                                                                                        | De Vlieger, Prommayon (Jaliens/78), Victoria, Van Nieuwstadt, Hill, Galásek, Caluwé, Valk (Hermes/66), Sektioui (Van der Heijden/46), Schulp, Sjoekov | Jevrić, Nanu, Wisgerhof, Kreek, Van Hintum , Jochemsen, Van den Brom (Janssen/71), Laros, Zongo (Van Hooijdonk/56), Trustfull , Sikora (Fortes/78) |  |
|                                                                                      |           |           |                                                                                        | | |  |

| 15 april 2000                                                                                            | Roda JC                                                             | 3-4 (2-1) | Willem II                                                                              | Opstelling Roda JC | Opstelling Willem II |  |
| Stadion: Gemeentelijk Sportpark Kaalheide, Kerkrade Toeschouwers: 7.250 Scheidsrechter: Peter van Dongen | '39/pen Bob Peeters 1-1 '44 Humphrey Rudge 2-1 '56 Davy Zafarin 3-1 |           | 0-1 Adil Ramzi '26 3-2 Tomáš Galásek '66 3-3 Denny Landzaat '88/pen 3-4 Adil Ramzi '89 | Kalac, Senden, Rudge , Luijpers, Van Haaren, Doomernik (Valgaeren/76), Van der Luer, Zafarin, Van Houdt (Soetaers/77), Peeters, Lawal | De Vlieger, Jaliens, Victoria, Gentile , Hill, Galásek, Caluwé (Sektioui/80), Landzaat , Ceesay (Schulp/80), Sjoekov, Ramzi |  |
| Stadion: Gemeentelijk Sportpark Kaalheide, Kerkrade Toeschouwers: 7.250 Scheidsrechter: Peter van Dongen |                                                                     |           |                                                                                        | Kalac, Senden, Rudge , Luijpers, Van Haaren, Doomernik (Valgaeren/76), Van der Luer, Zafarin, Van Houdt (Soetaers/77), Peeters, Lawal | De Vlieger, Jaliens, Victoria, Gentile , Hill, Galásek, Caluwé (Sektioui/80), Landzaat , Ceesay (Schulp/80), Sjoekov, Ramzi |  |
| Stadion: Gemeentelijk Sportpark Kaalheide, Kerkrade Toeschouwers: 7.250 Scheidsrechter: Peter van Dongen |                                                                     |           |                                                                                        | Kalac, Senden, Rudge , Luijpers, Van Haaren, Doomernik (Valgaeren/76), Van der Luer, Zafarin, Van Houdt (Soetaers/77), Peeters, Lawal | De Vlieger, Jaliens, Victoria, Gentile , Hill, Galásek, Caluwé (Sektioui/80), Landzaat , Ceesay (Schulp/80), Sjoekov, Ramzi |  |
| |                                                                     |           |                                                                                        | | |  |

| 22 april 2000                                                                            | Willem II | 5-3 (3-1) | BV De Graafschap                                                   | Opstelling Willem II | Opstelling BV De Graafschap                                                                                     |  |
| Stadion: Willem II Stadion, Tilburg Toeschouwers: 14.000 Scheidsrechter: Herman van Dijk | '9 Richard van der Heijden 1-0 '19 Dmitri Sjoekov 2-0 '45/pen Denny Landzaat 3-1 '56 Tom Caluwé 4-2 '71 Dmitri Sjoekov 5-2 |           | 2-1 Eric Viscaal '22 3-2 Martijn Meerdink '53 5-3 Eric Viscaal '83 | De Vlieger, Wau , Victoria, Gentile, Hill, Galásek, Caluwé, Landzaat, Valk, Van der Heijden (Schulp/76), Sjoekov (Sektioui/76) | Besselink, Bot, Berck Beelenkamp, Vreman, Berendsen, Fuchs, Splinter, Ax, Meerdink (Turpijn/86), Tumba, Viscaal |  |
| Stadion: Willem II Stadion, Tilburg Toeschouwers: 14.000 Scheidsrechter: Herman van Dijk | |           |                                                                    | De Vlieger, Wau , Victoria, Gentile, Hill, Galásek, Caluwé, Landzaat, Valk, Van der Heijden (Schulp/76), Sjoekov (Sektioui/76) | Besselink, Bot, Berck Beelenkamp, Vreman, Berendsen, Fuchs, Splinter, Ax, Meerdink (Turpijn/86), Tumba, Viscaal |  |
| Stadion: Willem II Stadion, Tilburg Toeschouwers: 14.000 Scheidsrechter: Herman van Dijk | |           |                                                                    | De Vlieger, Wau , Victoria, Gentile, Hill, Galásek, Caluwé, Landzaat, Valk, Van der Heijden (Schulp/76), Sjoekov (Sektioui/76) | Besselink, Bot, Berck Beelenkamp, Vreman, Berendsen, Fuchs, Splinter, Ax, Meerdink (Turpijn/86), Tumba, Viscaal |  |
|                                                                                          | |           |                                                                    | | |  |

| 30 april 2000                                                                          | FC Utrecht         | 1-1 (2-1) | Willem II               | Opstelling FC Utrecht | Opstelling Willem II |  |
| Stadion: Nieuw Galgenwaard, Utrecht Toeschouwers: 13.600 Scheidsrechter: Ben Haverkort | '50 Adil Ramzi 0-1 |           | 1-1 Azubuike Oliseh '84 | Wapenaar, Vreven (Lucius/60), Zwaanswijk, Touzani , Bosschaart, Groenendijk (Zuidam/85), Oliseh, Robbemond, Kuijt, Dijkhuizen (Cairo/72), Martel | De Vlieger, Gentile, Victoria, Mathijsen, Valk, Galásek, Caluwé (Ceesay/87), Landzaat, Ramzi, Van der Heijden (Hill/70), Sjoekov |  |
| Stadion: Nieuw Galgenwaard, Utrecht Toeschouwers: 13.600 Scheidsrechter: Ben Haverkort |                    |           |                         | Wapenaar, Vreven (Lucius/60), Zwaanswijk, Touzani , Bosschaart, Groenendijk (Zuidam/85), Oliseh, Robbemond, Kuijt, Dijkhuizen (Cairo/72), Martel | De Vlieger, Gentile, Victoria, Mathijsen, Valk, Galásek, Caluwé (Ceesay/87), Landzaat, Ramzi, Van der Heijden (Hill/70), Sjoekov |  |
| Stadion: Nieuw Galgenwaard, Utrecht Toeschouwers: 13.600 Scheidsrechter: Ben Haverkort |                    |           |                         | Wapenaar, Vreven (Lucius/60), Zwaanswijk, Touzani , Bosschaart, Groenendijk (Zuidam/85), Oliseh, Robbemond, Kuijt, Dijkhuizen (Cairo/72), Martel | De Vlieger, Gentile, Victoria, Mathijsen, Valk, Galásek, Caluwé (Ceesay/87), Landzaat, Ramzi, Van der Heijden (Hill/70), Sjoekov |  |
|                                                                                        |                    |           |                         | | |  |

| 7 mei 2000                                                                              | Willem II         | 1-4 (1-1) | SC Cambuur                                                                                   | Opstelling Willem II | Opstelling SC Cambuur |  |
| Stadion: Willem II Stadion, Tilburg Toeschouwers: 14.150 Scheidsrechter: Harry van Beek | '5 Adil Ramzi 1-0 |           | 1-1 Robin Nelisse '29 1-2 Robin Nelisse '68 '85 Mischa Rook 1-3 '89 Sandor van der Heide 1-4 | De Vlieger, Victoria (Bombarda/69), Gentile, Mathijsen, Valk, Galásek, Caluwé, Landzaat, Ramzi, Van der Heijden (Sektioui/77), Sjoekov (Ceesay/46) | De Ron, Ferrier, Berhalter, Loontjens, Abma, Rook, Dennis Scharrenburg, Levchenko (Van der Heide/19), Vergoossen, Nelisse, Van Utrecht |  |
| Stadion: Willem II Stadion, Tilburg Toeschouwers: 14.150 Scheidsrechter: Harry van Beek |                   |           |                                                                                              | De Vlieger, Victoria (Bombarda/69), Gentile, Mathijsen, Valk, Galásek, Caluwé, Landzaat, Ramzi, Van der Heijden (Sektioui/77), Sjoekov (Ceesay/46) | De Ron, Ferrier, Berhalter, Loontjens, Abma, Rook, Dennis Scharrenburg, Levchenko (Van der Heide/19), Vergoossen, Nelisse, Van Utrecht |  |
| Stadion: Willem II Stadion, Tilburg Toeschouwers: 14.150 Scheidsrechter: Harry van Beek |                   |           |                                                                                              | De Vlieger, Victoria (Bombarda/69), Gentile, Mathijsen, Valk, Galásek, Caluwé, Landzaat, Ramzi, Van der Heijden (Sektioui/77), Sjoekov (Ceesay/46) | De Ron, Ferrier, Berhalter, Loontjens, Abma, Rook, Dennis Scharrenburg, Levchenko (Van der Heide/19), Vergoossen, Nelisse, Van Utrecht |  |
|                                                                                         |                   |           |                                                                                              | | |  |

| 14 mei 2000                                                                       | MVV                     | 1-1 (0-1) | Willem II                 | Opstelling MVV | Opstelling Willem II |  |
| Stadion: Geusselt, Maastricht Toeschouwers: 8.000 Scheidsrechter: Dick van Egmond | '61 Dave Hollanders 1-1 |           | 0-1 Igor Tomašić '39/e.d. | Snelders, Tomašić, Vonk, Van Bogaert (Hollanders/59), Vaessen, Falix , Guðjónsson, Caers, Emerson, Mutsaers (Kociski/84), Taiwo | De Vlieger, Prommayon, Gentile, Hill, Mathijsen, Victoria (Valk/65), Ramzi, Landzaat, Ceesay, Van der Heijden (Caluwé/76), Sjoekov (Schulp/67) |  |
| Stadion: Geusselt, Maastricht Toeschouwers: 8.000 Scheidsrechter: Dick van Egmond |                         |           |                           | Snelders, Tomašić, Vonk, Van Bogaert (Hollanders/59), Vaessen, Falix , Guðjónsson, Caers, Emerson, Mutsaers (Kociski/84), Taiwo | De Vlieger, Prommayon, Gentile, Hill, Mathijsen, Victoria (Valk/65), Ramzi, Landzaat, Ceesay, Van der Heijden (Caluwé/76), Sjoekov (Schulp/67) |  |
| Stadion: Geusselt, Maastricht Toeschouwers: 8.000 Scheidsrechter: Dick van Egmond |                         |           |                           | Snelders, Tomašić, Vonk, Van Bogaert (Hollanders/59), Vaessen, Falix , Guðjónsson, Caers, Emerson, Mutsaers (Kociski/84), Taiwo | De Vlieger, Prommayon, Gentile, Hill, Mathijsen, Victoria (Valk/65), Ramzi, Landzaat, Ceesay, Van der Heijden (Caluwé/76), Sjoekov (Schulp/67) |  |
|                                                                                   |                         |           |                           | | |  |

### KNVB beker
| 28 januari 2000 (1/8 finale)                                                          | Helmond Sport       | 1-2 (0-1) | Willem II                                   | Opstelling Helmond Sport | Opstelling Willem II |
| Stadion: Stadion De Braak, Helmond Toeschouwers: 3.000 Scheidsrechter: Harry van Beek | '85 Remco Evers 1-1 |           | 0-1 Denny Landzaat '9 1-2 Dennis Schulp '86 |                          | De Vlieger, Prommayon, Gentile, Hill, Arts, Valk, Galásek, Landzaat, Schulp, Hermes (Victoria/65), Sjoekov (Schenning/87) |
| Stadion: Stadion De Braak, Helmond Toeschouwers: 3.000 Scheidsrechter: Harry van Beek |                     |           |                                             |                          | De Vlieger, Prommayon, Gentile, Hill, Arts, Valk, Galásek, Landzaat, Schulp, Hermes (Victoria/65), Sjoekov (Schenning/87) |
| Stadion: Stadion De Braak, Helmond Toeschouwers: 3.000 Scheidsrechter: Harry van Beek |                     |           |                                             |                          | De Vlieger, Prommayon, Gentile, Hill, Arts, Valk, Galásek, Landzaat, Schulp, Hermes (Victoria/65), Sjoekov (Schenning/87) |
|                                                                                       |                     |           |                                             |                          | |

| 17 februari 2000, 1/4 finale                        | Willem II             | 1-2 (0-1) | AZ                                             | Opstelling Willem II | Opstelling AZ |
| Stadion: Willem II Stadion, Tilburg Scheidsrechter: | '90 Dennis Schulp 1-1 |           | 0-1 Barry Opdam '36 1-2 Peter van den Berg '97 |                      |               |
| Stadion: Willem II Stadion, Tilburg Scheidsrechter: |                       |           |                                                |                      |               |
| Stadion: Willem II Stadion, Tilburg Scheidsrechter: |                       |           |                                                |                      |               |
|                                                     |                       |           |                                                |                      |               |

Ajax ·
AZ ·
FC Den Bosch ·
Cambuur Leeuwarden ·
Feyenoord ·
Fortuna Sittard ·
De Graafschap ·
sc Heerenveen ·
MVV ·
N.E.C. ·
PSV ·
RKC Waalwijk ·
Roda JC ·
Sparta Rotterdam ·
FC Twente ·
FC Utrecht ·
Vitesse ·
Willem II